# Pierre Gabelle
Pierre Gabelle (1917-1982) foi uma figura política francesa durante a Quarta República e a Quinta República. Pierre Gabelle nasceu em 29 de novembro de 1917 na comuna de Cour-Cheverny, no departamento de Loir-et-Cher. Ele morreu em 17 de junho de 1982 em Chesnay (Yvelines).
Ele ocupou o cargo de deputado do Loiret na primeira e segunda Assembleias Nacionais Constituintes de 1945 e 1946, após a Segunda Guerra Mundial, e foi reeleito para a Assembleia Nacional até 1962.

## Biografia
Gabelle foi torneiro-mecânica de 1923 a 1930 e contador de 1935 a 1945 para o fabricante de equipamentos Rivierre-Casalis [fr]. Ele também se tornou membro da Confederação Francesa de Trabalhadores Cristãos (CFTC) a partir de 1926.
Tornou-se diretor do La République du Centre em Orléans após a Libertação.
Ele foi eleito deputado de Loiret no segundo distrito de Loiret na eleição de 21 de outubro de 1945 e sentou-se no grupo parlamentar Movimento Republicano Popular (MPR). Ele manteve seu cargo até 9 de outubro de 1962.
Pierre Gabelle morreu em Le Chesnay em 17 de junho de 1982 aos 74 anos de idade.